# 栄建工業
株式会社栄建工業（えいけんこうぎょう）は、宮崎県で建設事業（建築、土木）、建築物管理事業（ビルメンテナンス）、廃棄物収集業務を行う建物の総合会社である。

## 概要
1980年に宮崎県宮崎市で郡司實が設立し、12月に建設業を始め、建築物管理事業（ビルメンテナンス）、廃棄物収集業務を行う。

## 沿革
- 1980年12月 - 宮崎県宮崎市で株式会社栄建工業が設立。

## 事業
- 建設事業〈設計施工〉
- 建築工事
- 土木工事
- 造園工事
- 防水工事
- 塗装工事
- 電気工事
- 建築物管理事業〈ビルメンテナンス 、ビル管理〉
- 清掃（床清掃、エアコン清掃、ベッドメイキング　等）
- 衛生管理（空気測定、水質検査）
- 設備の監視及び点検（例：冷暖房、消防、ボイラー、エレベーター　等）
- 貯水槽清掃
- 害虫防除
- 管理（植栽管理、駐車場、受付案内　等）
- 廃棄物収集業務